# Stars 80, la tournée
 (août 2025).
Si vous disposez d'ouvrages ou d'articles de référence ou si vous connaissez des sites web de qualité traitant du thème abordé ici, merci de compléter l'article en donnant les références utiles à sa vérifiabilité et en les liant à la section « Notes et références ».
Pour les articles homonymes, voir Stars 80.
Stars 80, la tournée est une tournée musicale d'artistes de variétés ayant réalisé des tubes dans les années 1980 pour la grande majorité.
Créée en 2013 par Olivier Kaefer à la suite du succès du film Stars 80 et dans la continuité de la tournée RFM Party 80, elle s'effectue en France, en Belgique, en Suisse et au Liban.

## Historique
Le film Stars 80 ayant totalisé 1 809 617 spectateurs en 7 semaines, une tournée homonyme de 36 dates est organisée en France, Suisse, Belgique et Liban par Cheyenne Productions, en accord avec les producteurs du film La Petite Reine, TF1 Films Production. Dans la lignée de la RFM Party 80, mise en scène par Olivier Kaefer, elle débute le 1er février 2013 au Mans et se termine le 20 avril à Dijon, en passant par Palais omnisports de Paris-Bercy le 12 avril et le Forest National de Bruxelles (complet) le lendemain.
Sont présents (en alternance) dans ce spectacle musical présenté par Laurent Petitguillaume : Émile et Images, Jean-Luc Lahaye, Début de soirée, Cookie Dingler, Jean-Pierre Mader, Patrick Hernandez, Jean Schultheis, François Feldman, Joniece Jamison, Lio, Sabrina, Léopold Nord et Vous, Caroline Loeb. Plus Laroche Valmont qui est le seul chanteur n'ayant pas joué dans le film. 
La Sacem a annoncé que c’était la tournée qui avait généré le plus de droits d’auteur au premier trimestre 2013, avec plus de 250 000 spectateurs.
Avant de reprendre à l’automne, la tournée Stars 80 assure quelques dates isolées pendant l'été. Lors de leur passage au Palais des sports de Paris les 11 et 12 juin, les chanteurs de la troupe enregistrent chacun un de leurs tubes, pour un album live qui paraitra en novembre. Le 28 juin, Stars 80 est le premier concert qui a lieu au Stade Pierre-Mauroy devant 38 000 spectateurs. À la fin du spectacle, est organisée « la plus grande ola lumineuse du monde » en vue d'être inscrite dans le Livre Guinness des records.
Stars 80 passe également par les arènes de Bayonne le 17 juillet, les arènes de Nîmes le 24, l’hippodrome de Pornichet le 29, et la Foire aux vins d'Alsace à Colmar le 9 août.
Le 24 octobre à Angoulême commence une nouvelle série de 31 concerts qui prennent fin au Palais omnisports de Paris-Bercy le 21 décembre, où la tournée Stars 80 sera de nouveau les 13 et 14 janvier 2014.
Le samedi 9 mai 2015, le concert du Stade de France est diffusé en direct sur TF1, Vincent Cerutti en présente les coulisses. C'est Lucky avec le spectacle de danse interactif Lucky Dance Party qui en a assuré la première partie avec 8 danseurs pendant 35 minutes (non diffusé sur TF1). Étaient présents pour ce grand concert, Lio, Julie Pietri, Patrick Hernandez, Cookie Dingler, Jean-Pierre Mader, François Feldman, Phil Barney, Sabrina, Jean Schultheis, Début de soirée, Émile et Images, Joniece Jamison, Patrick Coutin, Pauline Ester, Laroche Valmont et Jean-Pierre Morgand du groupe Les Avions. Certaines guest-stars étaient également présentes : Gilbert Montagné, Bananarama, Jimmy Somerville, Bonnie Tyler et Priscilla Betti qui a interprété les chansons de Flashdance. 
Le 4 novembre 2016 à Angoulême, une nouvelle saison de la tournée démarre, Stars 80, 10 ans déjà !, en tournée jusqu'en mai 2017, puis quelques concerts en été, avant de reprendre jusqu'en décembre 2017. 
PRÉSENTATEUR:
Laurent Petitguillaume (présente la saison 2, 3, 4 et 5)  
Laurent Artufel présente les deux premières semaines (octobre 2014) de la saison 6 Stars 80 - L'Origine, avant d'être remplacé par Lucky jusqu'à aujourd'hui.
PREMIÈRE PARTIE:
Aude Henneville (saison 1)
Arthur Leforestier (saison 2 et 3)
Lucky Dance Party (à partir de la saison 4 et jusqu'à aujourd'hui)    

### Récapitulatif
|    | Saison 1 2013-2014      | Saison 2 2014     | Saison 3 2015            | Saison 4 2016-2018             | Saison 5 2018-2019        |
| -- | ----------------------- | ----------------- | ------------------------ | ------------------------------ | ------------------------- |
| 1  | Cookie Dingler          | Cookie Dingler    | Cookie Dingler           | Cookie Dingler                 | Cookie Dingler            |
| 2  | Début de soirée         | Début de soirée   | Début de soirée          | Début de soirée                | Début de soirée           |
| 3  | Émile et Images         | Émile et Images   | Émile et Images          | Émile et Images                | Émile et Images           |
| 4  | Patrick Hernandez       | Patrick Hernandez | Patrick Hernandez        | Patrick Hernandez              | Patrick Hernandez         |
| 5  | Jean-Pierre Mader       | Jean-Pierre Mader | Jean-Pierre Mader        | Jean-Pierre Mader              | Jean-Pierre Mader         |
| 6  | Sabrina                 | Sabrina           | Sabrina                  | Sabrina                        | Sabrina                   |
| 7  | Jean Schultheis         | Jean Schultheis   | Jean Schultheis          | Jean Schultheis                | Jean Schultheis           |
| 8  | Laroche Valmont         | Laroche Valmont   | Laroche Valmont          | Laroche Valmont                | Laroche Valmont           |
| 9  | François Feldman        | --                | François Feldman         | François Feldman               | --                        |
| 10 | Lio                     | --                | Lio                      | Lio                            | --                        |
| 11 | Jean-Luc Lahaye         | Jean-Luc Lahaye   | --                       | Jean-Luc Lahaye                | Jean-Luc Lahaye           |
| 12 | Léopold Nord et Vous    | --                | Léopold Nord et Vous     | Léopold Nord et Vous           | Léopold Nord et Vous      |
| 13 | --                      | Pauline Ester     | Pauline Ester            | Pauline Ester                  | Pauline Ester             |
| 14 | --                      | --                | Phil Barney              | Phil Barney                    | Phil Barney               |
| 15 | --                      | --                | Patrick Coutin           | Patrick Coutin                 | Patrick Coutin            |
| 16 | --                      | --                | --                       | Thierry Pastor                 | --                        |
| 17 | --                      | --                | --                       | Plastic Bertrand               | Plastic Bertrand          |
| 18 | --                      | --                | --                       | --                             | Benny B                   |
| 19 | --                      | --                | --                       | --                             | Larusso                   |
| 20 | Julie Pietri (guest)    | Julie Pietri      | Julie Pietri             | Julie Pietri                   | Julie Pietri              |
| 21 | Joniece Jamison (guest) | --                | Joniece Jamison          | Joniece Jamison                | Joniece Jamison           |
| 22 | Hervé Cristiani (guest) | --                | --                       | --                             | --                        |
| 23 | Rose Laurens (guest)    | --                | --                       | --                             | --                        |
| 24 | Caroline Loeb (guest)   | --                | --                       | --                             | --                        |
| 25 | Ottawan (guest)         | --                | --                       | --                             | --                        |
| 26 | Luna Parker (guest)     | --                | --                       | --                             | --                        |
| 27 | Jakie Quartz (guest)    | --                | --                       | --                             | --                        |
| 28 | Les Avions (guest)      | Les Avions        | Les Avions               | --                             | --                        |
| 29 | --                      | --                | Bananarama (guest)       | --                             | --                        |
| 30 | --                      | --                | Flashdance (guest)       | --                             | --                        |
| 31 | --                      | --                | Jimmy Somerville (guest) | --                             | --                        |
| 32 | --                      | --                | Bonnie Tyler (guest)     | --                             | --                        |
| 33 | --                      | --                | Gilbert Montagné (guest) | Gilbert Montagné (guest)       | --                        |
| 34 | --                      | --                | --                       | Desireless (guest)             | --                        |
| 35 | --                      | --                | --                       | Kool and the Gang (guest)      | --                        |
| 36 | --                      | --                | --                       | Partenaire particulier (guest) | --                        |
| 37 | --                      | --                | --                       | Peter et Sloane (guest)        | --                        |
| 38 | --                      | --                | --                       | --                             | Muray Head (guest)        |
| 39 | --                      | --                | --                       | --                             | Jeanne Mas (guest)        |
| 40 | --                      | --                | --                       | --                             | Richard Sanderson (guest) |

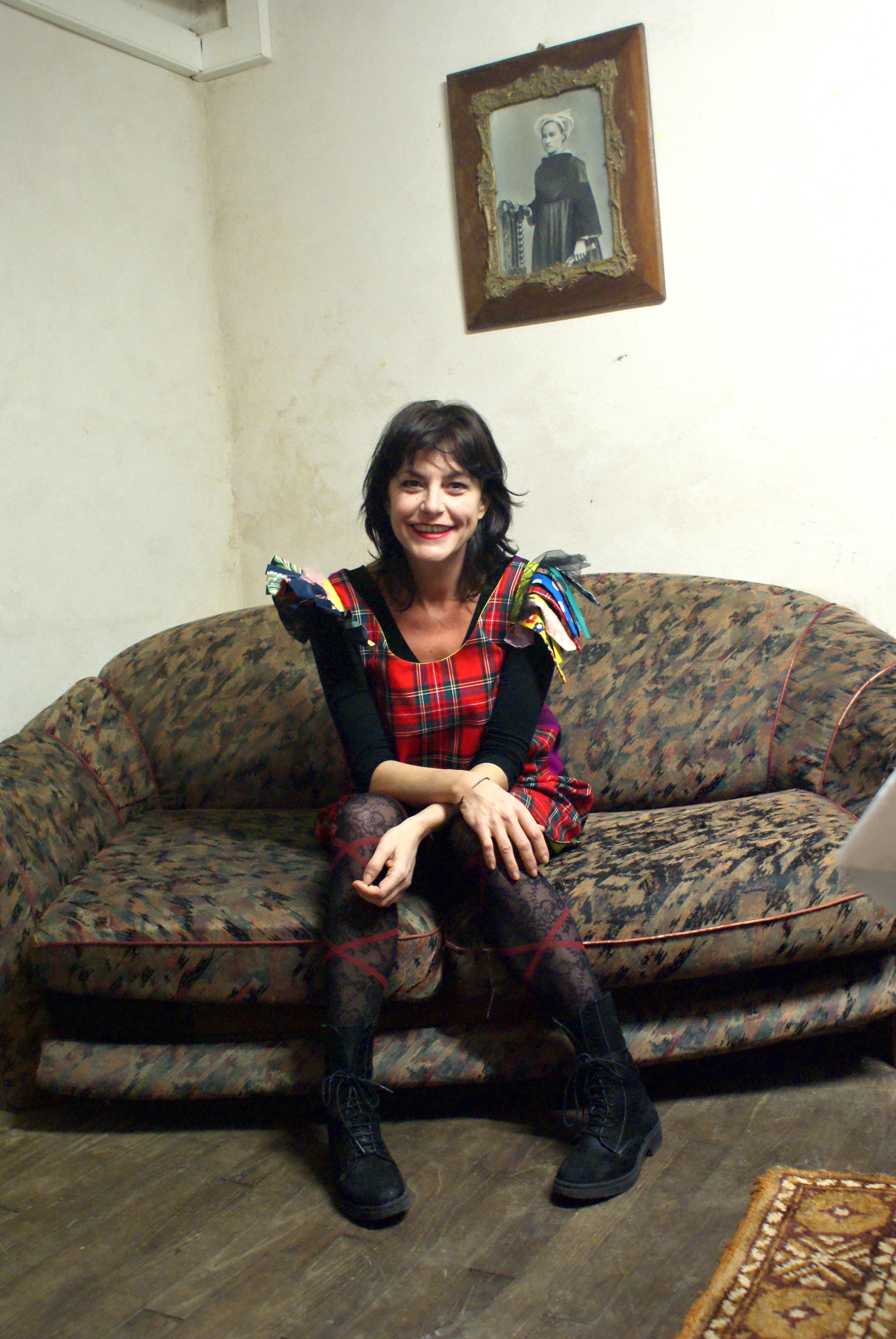
Lio
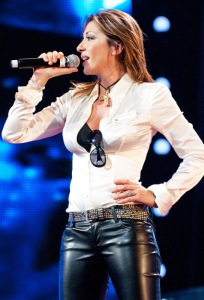
Sabrina
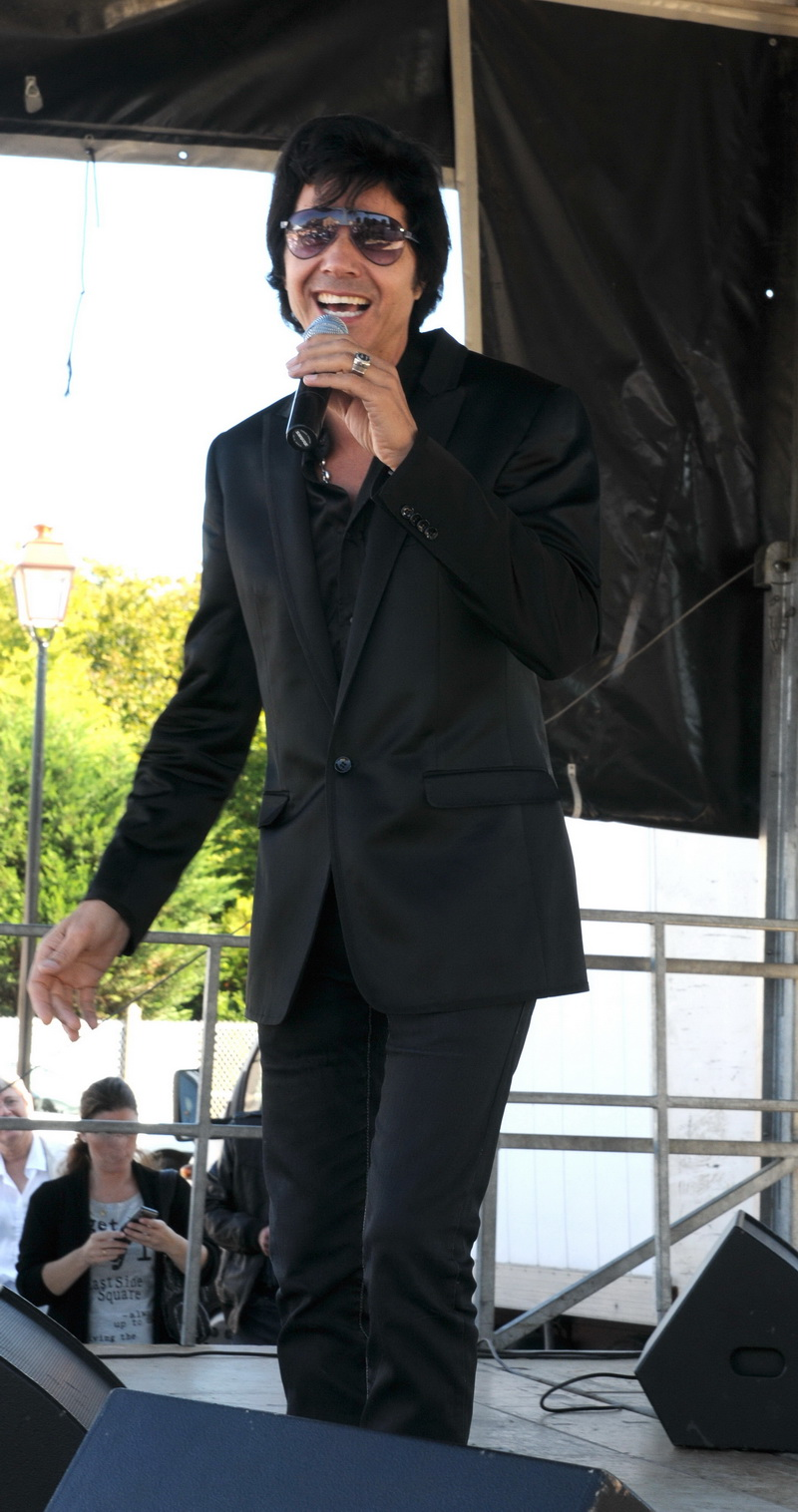
Jean Luc Lahaye
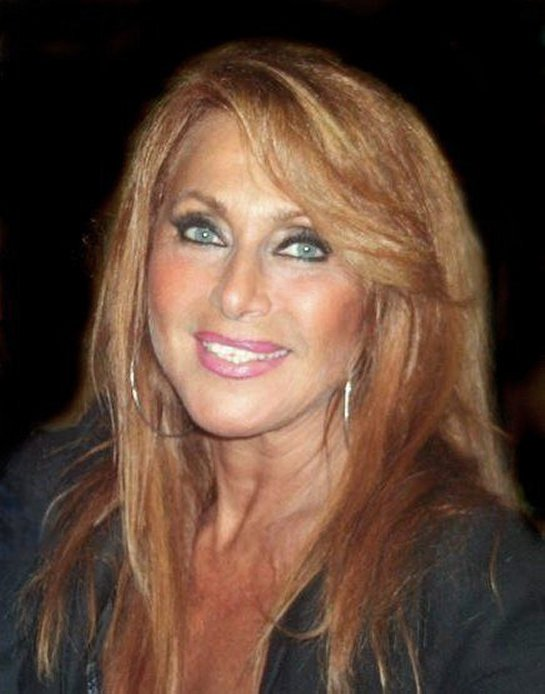
Julie Pietri
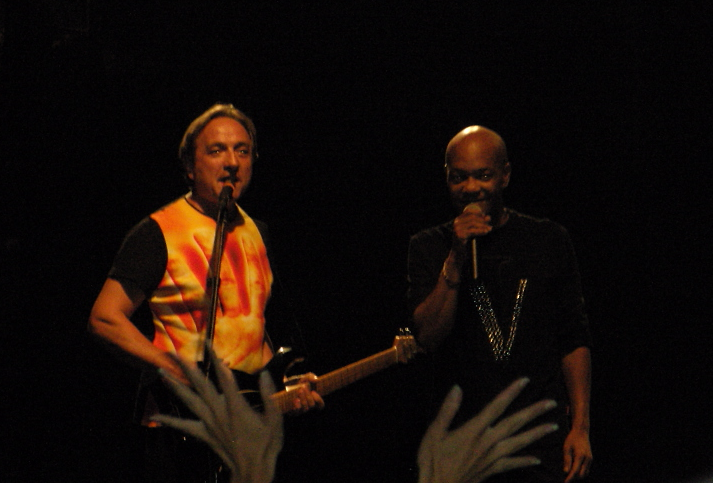
Emile et Image
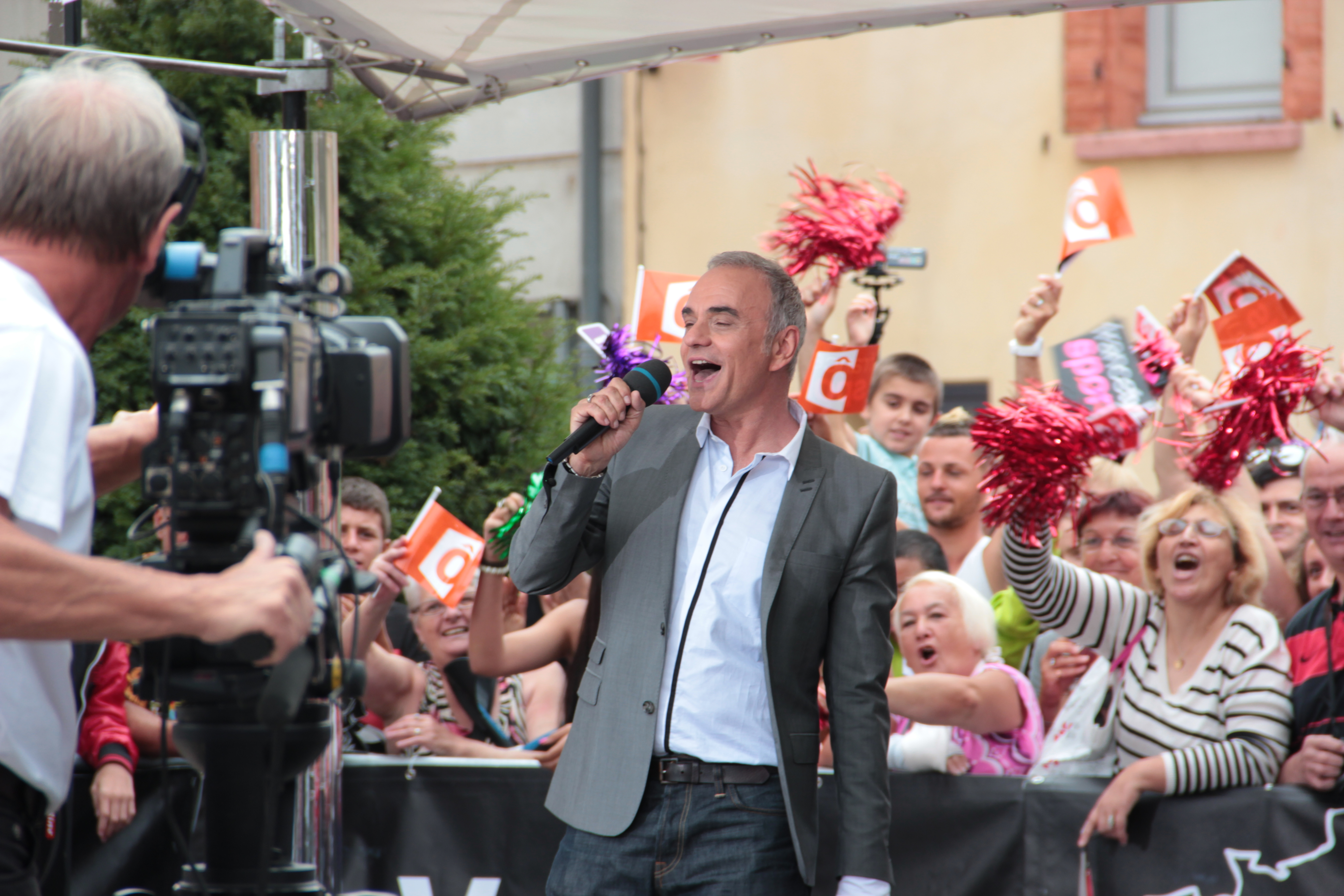
Jean Pierre Mader
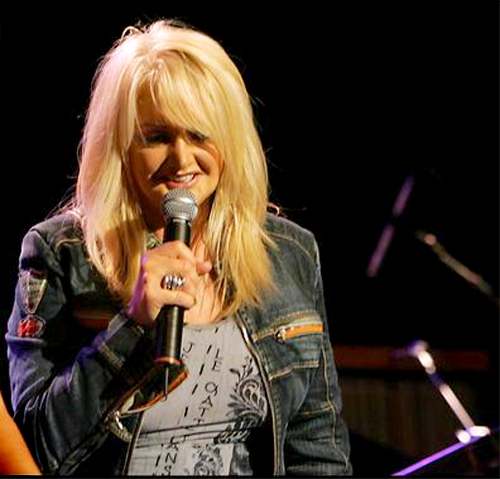
Bonnie Tyler

### Mes idoles
Mes idoles est une tournée française multi-artistes composée d'artistes des années 1960 à 1980 qui devait commencer le 27 février 2016 à Châteauroux et se terminer le 27 mai 2016.
Les producteurs de cette tournée sont ceux de Stars 80 et la mise en scène est confiée à Chris Marques.
La tournée est annulée par suite du manque de réservations. Le coût de location de salle et tous les frais liés ainsi que le cachet des artistes ne peuvent être assurés avec peu de réservations. Le chanteur Herbert Léonard a été l'un des premiers à publier sur son site officiel l'affiche d'annulation, repris par la suite par nombres de sites spécialisés de la billetterie de spectacles et tournée musicale.

#### Artistes
- Nicoletta
- Dave
- Michèle Torr
- Danyel Gérard
- Claude Barzotti
- Patrick Juvet
- Herbert Léonard
- Jeane Manson
- Jean-Jacques Lafon
- Corinne Hermes
- Laurent Kérusoré
- Sylvain Joulie

## Discographie
- 2017 :  Stars 80, l'album anniversaire ! (double album live)